# Rising Sun Tour
Rising Sun Tour è un mini tour di quattro date avute luogo in Giappone tra il 18 e il 23 luglio 2006, intrapreso dal gruppo hard rock Kiss.

## Antefatti
Nel 2006 partì il Rising Sun Tour, un mini tour allo scopo di pubblicizzare tutto il merchandise, della band, relativamente al Giappone ed al tour stesso. Vi era una maglia bianca sulla quale, vi era impresso, la foto del gruppo musicale e la bandiera giapponese sul davanti; sul retro, invece, campeggiava il contorno del paese stesso con le città in cui i Kiss si sarebbero esibiti; le date prevedevano che la band, dopo due spettacoli a Nagoya e Fukuoka, si sarebbe poi spostata ad Osaka e Shizuoka per l'Udo Music Festival. In un secondo momento, la band, ha poi voluto aggiungere anche due concerti a Santa Barbara, il 26 e 28 luglio, al Chumash Casino.

## Date[2]
| Data           | Città      | Stato                  | Luogo               | Biglietti venduti / Biglietti disponibili |
| Asia           | Asia       | Asia                   | Asia                | Asia                                      |
| -------------- | ---------- | ---------------------- | ------------------- | ----------------------------------------- |
| 18 luglio 2006 | Nagoya     | Giappone               | Nagoya Rainbow Hall | <5 000                                    |
| 20 luglio 2006 | Fukuoka    | Giappone               | Kokusai Center      | <5 000                                    |
| 22 luglio 2006 | Osaka      | Giappone               | Izumiotsu Speedway  | ~40 000                                   |
| 23 luglio 2006 | Shizuoka   | Giappone               | Fuji Speedway       | ~40 000                                   |
| Nord America   |            |                        |                     |                                           |
| 26 luglio 2006 | Santa Ynez | Stati Uniti (bandiera) | Chumash Casino      | 1 330                                     |
| 28 luglio 2006 | Santa Ynez | Stati Uniti (bandiera) | Chumash Casino      | 1 330                                     |
| Totale         | Totale     | Totale                 | Totale              | <92 660                                   |

## Scaletta[6]
Nella scaletta del Rising Sun Tour i Kiss hanno inserito alcuni brani che sono stati suonati dal vivo o raramente o mai, tra cui Kissin' Time, con Eric Singer nelle vesti di cantante principale.
1. Detroit Rock City
2. Makin' Love
3. Watchin' You
4. King Of The Night Time World
5. Deuce
6. Christine Sixteen
7. Firehouse
8. Got To Choose
9. Kissin' Time
10. Heaven's On Fire
11. I Love It Loud
12. Love Gun
13. God Of Thunder
14. Do You Love Me?
15. Shout It Out Loud
16. I Was Made For Lovin' You
17. Black Diamond
18. Let Me Go, Rock 'N Roll
19. Medley: Love Her All I Can/Parasite/She/Love Gun/Hotter Than Hell
20. God Gave Rock 'N Roll To You II
21. Rock And Roll All Nite

## Formazione
- Gene Simmons, basso, voce
- Paul Stanley - chitarra ritmica, voce
- Eric Singer - batteria, voce
- Tommy Thayer - chitarra solista